# Hydnochaete japonica
Hydnochaete japonica är en svampart som beskrevs av Lloyd 1916. Hydnochaete japonica ingår i släktet Hydnochaete och familjen Hymenochaetaceae.   Inga underarter finns listade i Catalogue of Life.